# Ада (община)

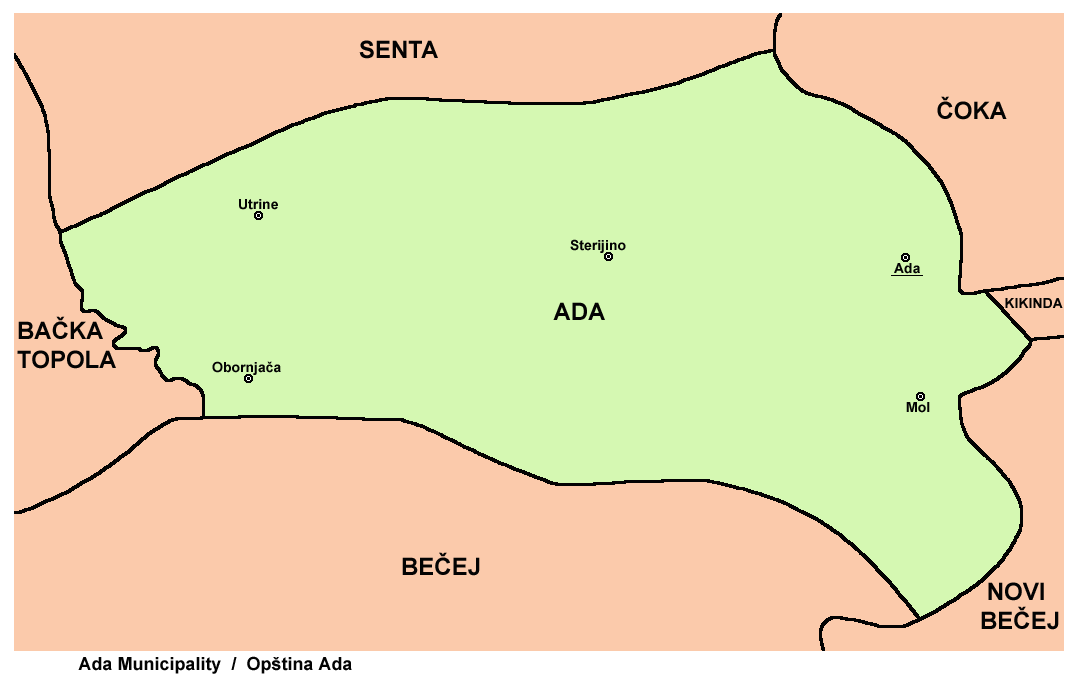

Общи́на А́да (серб. Општина Ада) — община в Сербії, в складі Південно-Банатського округу автономного краю Воєводина. Адміністративний центр — містечко Ада.

## Населення
Згідно з даними перепису 2002 року в общині проживало 18 994 особи, з них:
- угорці — 76,6%
- серби — 17,5%
- цигани — 1,5%
- югослави — 1,4%

## Населені пункти
Община утворена з 5 населених пунктів (2 містечка та 3 сіл):
| № | Населений пункт | Площа, км² | Населення, осіб (2002, перепис) |
| - | --------------- | ---------- | ------------------------------- |
| 1 | Ада1            | 90,92      | 10 547                          |
| 2 | Мол1            | 68,4       | 6 786                           |
| 3 | Оборняча        | 24,4       | 389                             |
| 4 | Стериїно        | 90,92      | 234                             |
| 5 | Утрине          | 46,9       | 1 038                           |

1 — містечка
2 — подано разом